# Стара Гора-при-Великем Габру
Стара Гора-при-Великем Габру (словен. Stara Gora pri Velikem Gabru) — поселення в общині Шмартно-при-Літії, Осреднєсловенський регіон, Словенія. 
Висота над рівнем моря: 445 м.